# 25隻名為山姆的貓和一隻藍色小貓
《25隻名為山姆的貓和一隻藍色小貓》是美國藝術家安迪·華荷創作並出版的插畫書，是他出版的書中第一本的釘裝書。

## 簡介
1952年，華荷初抵紐約時居住在第75街，母親和他養了許多貓來驅除老鼠，以至於他們搬到萊辛頓大道時，不斷送贈小貓予朋友；他們養的貓都叫山姆，除了一隻名叫赫斯特（Hester）。這貓過世後，母親創作了一本小書《Holy Cats》（神聖的貓）紀念牠去了貓天堂。
1954年或1955年，華荷另外自費出版了這部作品，是他與查爾斯·利贊比以及華荷的母親共同創作：利贊比起了本書的標題，而母親則負責寫上標題及為插畫寫上「Sam」字，而書名也保留了母親的筆誤（文法上應為「Named」而非「Name」），因為華荷希望保留製作過程中不完全之處作為藝術作品的一部分。雖然書名聲稱「25隻」，但書中只有16隻名為山姆的貓；書中的貓並非以他養的貓作畫，而是參考其他書上的圖像，可能是沃爾特·嬋多的相冊。
當時這書只出版了190本，而且是在其他人幫助下以人手上色。初版書各有編號，大多是贈送給其客戶和朋友。當中第四本封面上寫有「Jerry」的書給了格拉爾迪·斯特茲，並在1988年複印並再版。

### 軼事
2006年5月，這書的原稿在Doyle New York的拍賣中以3萬5千美金賣出。